# Oswald Heer
Oswald Heer (Niederuzwil,  Cantão de São Galo, 31 de agosto de 1809 — Lausanne, 27 de setembro de 1883) foi um geólogo e botânico suíço. Foi laureado com a Medalha Wollaston de 1874, concedida pela Sociedade Geológica de Londres.

## Biografia
Oswald Heer foi educado como clérigo em Halle e recebeu ordens sagradas, e também se graduou como Doutor em Filosofia e Medicina. Desde cedo o seu interesse foi despertado pela entomologia, assunto sobre o qual adquiriu conhecimentos especiais, e posteriormente se dedicou ao estudo das plantas e tornou-se um dos pioneiros da paleobotânica, destacando-se pelas pesquisas sobre a flora miocénica.
Em 1851, Heer tornou-se professor de botânica na universidade de Zurique e por algum tempo foi diretor do que hoje é o Antigo Jardim Botânico daquela cidade. Ele dirigiu sua atenção para as plantas e insetos terciários da Suíça. Em 1863 (com William Pengelly, Phil. Trans., 1862) ele investigou os restos de plantas dos depósitos de linhita de Bovey Tracey em Devon, considerando-os como sendo do Mioceno; mas agora são classificados como eocenos.
Heer também relatou sobre a flora do Mioceno das regiões árticas (restos de plantas fósseis trazidos do noroeste da Groenlândia por K.J.V. Steenstrup), sobre as plantas dos linhitos do Pleistoceno de Dürnten e sobre os cereais de algumas das habitações do lago (Die Pflanzen der Pfahlbauten, 1866).
Em 1862, Heer foi eleito membro da American Philosophical Society.
Charles Darwin considerava Heer uma autoridade em plantas fósseis e se correspondeu com ele. Os dois homens discordaram sobre a evolução, mas foram em termos cordiais. Em uma carta em 1875, Heer descreveu a Darwin com alguns detalhes um novo fóssil de angiosperma dicotiledônea que ele identificou no Cretáceo inferior no Ártico, que parecia permitir um pouco mais de tempo para a evolução dos dicotiledôneas do que Darwin anteriormente ciente de. Heer publicou uma crítica ao darwinismo no volume 2 de seu livro de 1867, The Primaeval World of Switzerland, concluindo "Todos esses fatos fornecem argumentos contra uma transformação lenta e uniformemente progressiva das espécies, e levam à conclusão de que a transformação da natureza orgânica ocorreu em um período de duração comparativamente limitada" (p. 288). Ele acreditava na criação progressiva: "Ocorreram tempos de criação durante os quais foi realizada uma remodelação dos tipos orgânicos, e houve uma época primitiva durante a qual as primeiras espécies foram trazidas à existência. Mesmo que as primeiras espécies fossem extremamente simples, para elas um ato da criação deve ser admitido, um ato sem exemplo nos tempos modernos; pois em nossos dias plantas e animais de formas decididamente inferiores procedem de espécies já existentes "(p. 291, The Primaeval World of Switzerland).
Durante grande parte de sua carreira, Heer foi prejudicado por meios fracos e problemas de saúde, mas seus serviços à ciência foram reconhecidos em 1874, quando a Sociedade Geológica de Londres lhe concedeu a medalha Wollaston. Ele morreu em Lausanne em 27 de setembro de 1883.
Heer publicou Flora Tertiaria Helvetiae (3 vols., 1855–1859); Die Urwelt der Schweiz (1865) e Flora fossilis Arctica (1868–1883) e com Eduard Heinrich Graeffe. O cabo Heerodden em Nordenskiöld Land em Spitsbergen leva o seu nome.

## Trabalhos

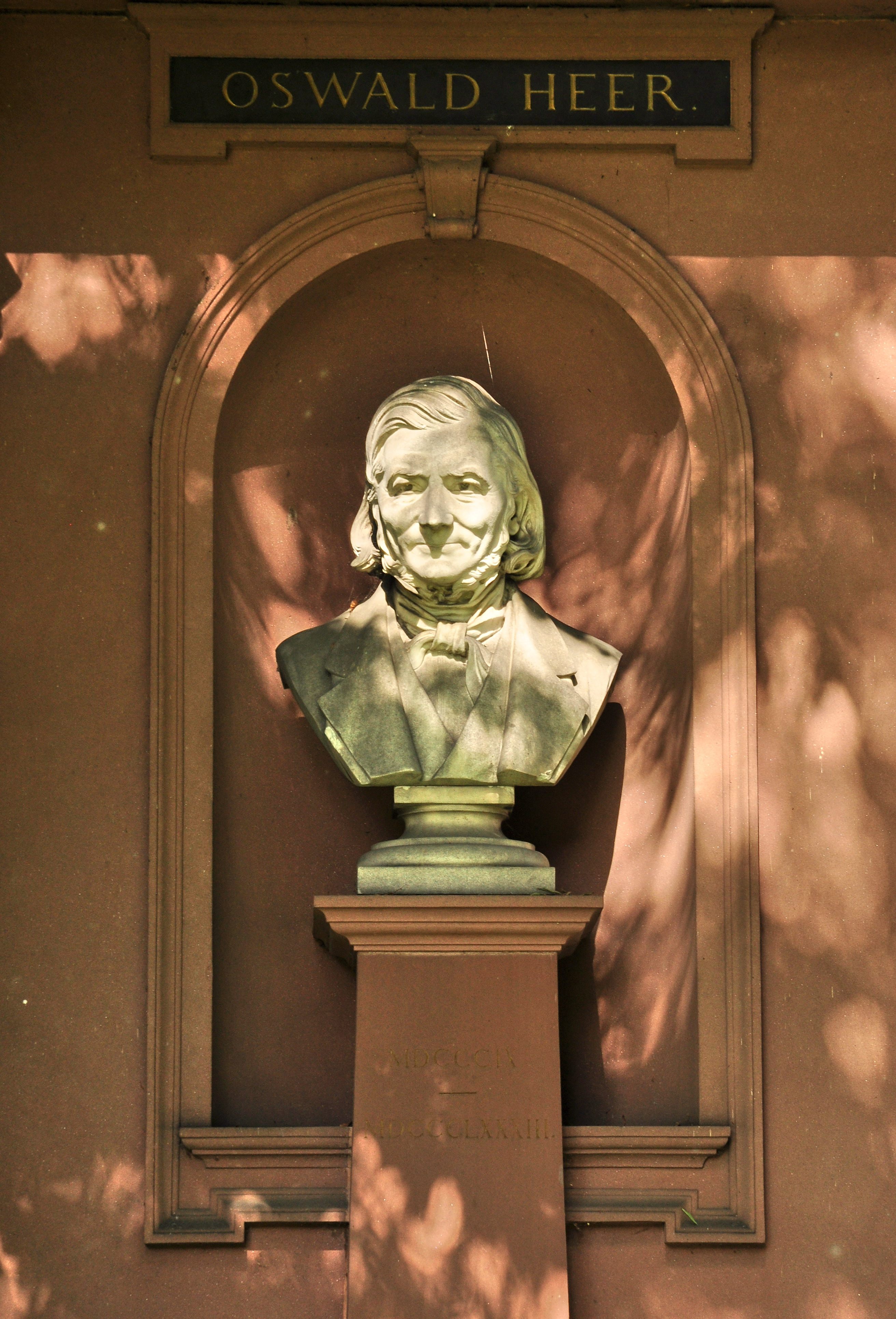
Memorial no Antigo Jardim Botânico, Zurique

Heer publicou os seguintes trabalhos:
- 1840 - Analytische Tabellen zu Bestimmung der phanerogamischen Pflanzengattungen der Schweiz.
- 1840 - Flora der Schweiz; (com Johannes Jacob Hegetschweiler).
- 1846 - Der Kanton GlarusFormularende
- 1849 - "Die Insektenfauna der Tertiärgebilde von Oeningen und von Radoboj em Croatien" na série Neue Denkschriften der Allgemeinen Schweizerischen Gesellschaft für die gesammten Naturwissenschaft
- 1855-1859 - Flora tertiaria Helvetiae
- 1862 - Beiträge zur Insektenfauna Oeningens
- 1862 - Beiträge zur Fossilen Flora von Sumatra
- 1862 - Beiträge zur Insektenfauna Oeningens: Coleoptera, Geodephagen. .. Lamellicornen und Buprestiden
- 1863 - On the lignite formation of Bovey Tracey, Devonshire; (com William Pengelly).
- 1865 - Die Urwelt der Schweiz
- 1865 - Die Pflanzen der Pfahlbauten
- 1867 - Fossile Hymenopteren aus Oeningen und Radoboy
- 1868-1882 - „Flora fossilis arctica - Die fossile Flora der Polarländer“
- "1868 in Eduard Heinrich Graeffe Reise im Innern der Insel Viti Levu. Neujahrsblatt der Naturforschenden Gesellschaft in Zurich 70: 1-48 (1868).  (ngzh.ch)
- 1869 - Miocene baltische Flora
- 1869 - Ueber die Braunkohlenpflanzen von Bornstädt
- 1870 - Die Miocene Flora und Fauna Spitzbergens
- 1871 - Fossile Flora der Bären Insel
- 1872 - Le monde primitif de la Suisse
- 1874 - Die Kreide-Flora der Arctischen Zone
- 1874 - Anmärkningar öfver de af svenska polarexpeditionen 1872-73 upptäckte fossila växter.
- 1876 - Beiträge zur fossilen Flora Spitzbergens: Gegründet auf die Sammlungen der schwedischen Expedition vom Jahre 1872 auf 1873.
- 1876 - The Primaeval World of Switzerland (Edited by James Heywood) Volume 1 and Volume 2.
- 1877 - Flora fossilis Helvetiae: die vorweltliche Flora der Schweiz
- 1878 - Beiträge zur fossilen Flora Sibiriens und des Amurlandes
- 1884 - Analytische Tabellen zur Bestimmung der phanerogamischen Pflanzengattungen der Schweiz